# قنطيون بنفسجي
قنطيون بنفسجي (الاسم العلمي:Canthium violaceum) هو نوع من النباتات يتبع جنس القنطيون من الفصيلة الفوية.